# Drużynowe Mistrzostwa Polski na Żużlu 1950
Drużynowe Mistrzostwa Polski na Żużlu 1950 – 3. edycja drużynowych mistrzostw Polski, organizowanych przez Polski Związek Motorowy (PZMot).
Zwycięzca I Ligi zostaje mistrzem Polski w sezonie 1950. Obrońcą tytułu z poprzedniego sezonu jest Unia Leszno, która triumfowała również w tych rozgrywkach.

## I Liga
Mecze rozgrywano z udziałem 3 drużyn. Drużyna składała się z 4 zawodników i rezerwowego. Punktacja biegu: 4–3–2–1. Jeden mecz składał się z 12 wyścigów. Jedna runda ligowa składała się z trzech trójmeczy. Obowiązywała następująca punktacja: 3 pkt. za wygrany mecz, 2 pkt. – za drugie miejsce i 1 pkt. za trzecie. Zawodnicy z podstawowego składu drużyny startowali czterokrotnie. Liczbę małych punktów sumowano.
Przed rozgrywkami I ligi 16 kwietnia w Bytomiu rozegrano baraż o prawo startu w I lidze w roku 1950. W barażu wygrała drużyna Kolejarza Rawicz przed Budowlanymi Rybnik i Włókniarzem Częstochowa. Na zawody nie przyjechała drużyna CWKS Legii Warszawa, natomiast drużyna Gwardii Bydgoszcz odmówiła startu.

### Ostateczna kolejność DMP 1950
| Poz. | Klub                 | Mecze | Pkt. | Małe pkt. |
| ---- | -------------------- | ----- | ---- | --------- |
| 1    | Unia Leszno          | 4     | 11,5 | 186       |
| 2    | Budowlani Rybnik     | 4     | 10   | 173       |
| 3    | Stal Ostrów Wlkp.    | 4     | 9,5  | 172       |
| 4    | Związkowiec Warszawa | 4     | 8    | 151       |
| 5    | Kolejarz Rawicz      | 4     | 8    | 145       |
| 6    | Unia Grudziądz       | 4     | 8    | 144       |
| 7    | Ogniwo Łódź          | 4     | 6,5  | 128       |
| 8    | Ogniwo Warszawa      | 4     | 6    | 131       |
| 9    | Ogniwo Bytom         | 4     | 4,5  | 130       |

## II Liga
Mecze rozgrywano na takich samych zasadach jak w I lidze. Prawdopodobnie dlatego, że Gwardia Krotoszyn startowała tylko w połowie z 4 rozegranych rund – punktów tej drużynie nie zaliczono.

### Ostateczna kolejność DM II ligi 1950
| Poz. | Klub                  | Mecze | Pkt. | Małe pkt. |
| ---- | --------------------- | ----- | ---- | --------- |
| 1    | Gwardia Bydgoszcz     | 4     | 11   | 133       |
| 2    | Włókniarz Częstochowa | 4     | 11   | 173       |
| 3    | CWKS Warszawa         | 4     | 9    | b.d.      |
| 4    | Związkowiec Gdańsk    | 4     | 8    | b.d.      |
| 5    | Unia Poznań           | 4     | 8    | 140       |
| 6    | Gwardia Rzeszów       | 4     | 7    | 131       |
| 7    | Unia Chodzież         | 3     | 5    | 117       |
| 8    | Włókniarz Łódź        | 4     | 4    | 94        |
| 9    | Gwardia Krotoszyn     | 2     | 0    | 47        |

## DMP maszyn przystosowanych

### Ostateczna kolejność Poznańskiej Ligi Okręgowej 1950
| Poz. | Klub                           | Mecze | Pkt. | Małe pkt. |
| ---- | ------------------------------ | ----- | ---- | --------- |
| 1    | Unia-LKM II Leszno             | 4     | 12   | 99        |
| 2    | Gwardia Gorzów Wielkopolski    | 4     | 10,5 | b.d.      |
| 3    | Stal-Unia Zielona Góra         | 4     | 9,5  | b.d.      |
| 4    | Włókniarz-Unia Piła            | 4     | 8,5  | b.d.      |
| 5    | Gwardia Poznań                 | 4     | 7    | 59        |
| 6    | Stal-KM II Ostrów Wielkopolski | 4     | 6,5  | b.d.      |
| 7    | Związkowiec Gniezno            | 3     | 6    | b.d.      |
| 8    | Stal Gorzów Wielkopolski       | 4     | 5,5  | 44        |
| 9    | Kolejarz Poznań                | 4     | 3,5  | 29        |